# 西尾孔志
西尾 孔志（にしお ひろし、1974年 - ）は、日本の映画監督。

## 経歴
大阪府出身。大阪府立大手前高等学校を経て、KYOTO映画塾を卒業。時代劇の撮影所で見習いスタッフとして働くが、自主制作映画監督を志し、ビジュアルアーツ専門学校の夜間部に入り直す。同期に俳優の宇野祥平がいる。2003年の自主制作映画『ナショナルアンセム』が審査員であった黒沢清に評価され、2005年、シネアスト・オーガニゼーション大阪（略称CO2）の助成対象監督に選ばれる。助成を得て監督した『おちょんちゃんの愛と冒険と革命』で第1回CO2のグランプリ（大阪市長賞）を受賞。その後、CO2の運営サイドに入り、映画祭ディレクターを務め、石井裕也・横浜聡子・三宅唱などの自主映画監督時代をサポートした。
2013年、平田満を主演に迎えてロビン西の同名漫画を実写映画化した『ソウル・フラワー・トレイン』で商業映画デビュー。新世代のポップな人情喜劇として評価を得て、翌年のおおさかシネマフェスティバルにて新人監督賞を受賞した。2014年、MOOSIC LAB参加作品として劇団子供鉅人主催の益山貴司と共同監督で『キッチン・ドライブ』を発表。2016年、黄川田将也を主演に迎えた監督作品『函館珈琲』が公開。2020年、宮崎大祐監督作品『VIDEOPHOBIA』にプロデューサーとして参加。2023年、監督作品『輝け星くず』が公開された。
映画監督以外の活動に、大学や専門学校での講師や、京都ヒストリカ国際映画祭の企画ディレクター、MBTみんなで守るいのちの映画祭の運営委員を務めている。

## フィルモグラフィー

### 長編映画
- ナショナルアンセム（2003年） 自主制作映画
- おちょんちゃんの愛と冒険と革命（2005年） 自主制作映画
- ソウル・フラワー・トレイン（2013年）
- キッチン・ドライブ（2014年）
- 函館珈琲（2016年）
- 一陽来復（2017年） - 構成
- VIDEOPHOBIA（2019年） - プロデューサー
- スモールタウン、スモールハウス（2023年）
- 輝け星くず（2024年）

### 短編・中編映画
- ループゾンビ（2005年） 自主制作映画
- アカシック・レコード（2006年） 自主制作映画
- 美しい手を汚す（2009年） 自主制作映画
- ゆかちゃんの愛した時代（2020年） - プロデューサー

### テレビドラマ
- ＃セルおつ（2017年） - 脚本

### ミュージックビデオほか
- 少年ナイフ「Osaka Rock City」（2013年）
- UR都市機構西日本支社「カリグラシTV」シリーズ（2015〜2019年）
- Azumi「Carnival」（2016年）